# Рауль Седра
Жозеф Рауль Седра (нар. 9 липня 1949) — колишній військовий офіцер, де-факто глава держави Гаїті з 1991 по 1994 рік, офіційно був президентом лише упродовж тижня у жовтні 1991.

## Ранні роки
Здобув освіту в Сполучених Штатах, був членом американського корпусу Леопард. Був обраний представником від США та Франції для забезпечення безпеки під час проведення загальних виборів у Гаїті 1990–1991 років, а також був призначений на пост начальника генерального штабу за часів правління президента Аристида.

## Лідер Гаїті (1991–1994)
Був генерал-лейтенантом збройних сил Гаїті, коли очолив державний переворот 1991 року, в результаті якого було усунуто від влади Жана-Бертрана Аристида.
Деякі правозахисні групи критикували правління Седри, стверджуючи, що президентські збройні формування вчиняли убивства невинних людей. Держдепартамент США 1995 року заявив, що упродовж трьох років де-факто перебування при владі Рауля Седри було вбито близько 3000 чоловіків, жінок і дітей.
Залишаючись фактичним лідером Гаїті, Седра обрав для себе посаду командувача збройних сил країни, а пост президента вирішив передати офіційній особі. Відповідно до конституції парламент призначив на посаду тимчасового глави держави голову Верховного суду Жозефа Нерета. Вибори було призначено на грудень 1991, проте їх заблокував американський уряд. Пізніше Нерета на посту президента замінив Еміль Жонассен.
Тогочасний президент США Білл Клінтон створив делегацію, до складу якої увійшли колишній президент Джиммі Картер, сенатор Сем Нанн та генерал Колін Пауелл. Вони закликали тимчасового президента Жонассена передати владу 1994 року задля уникнення вторгнення. Жонассен подав у відставку. Генерал Седра заявив про своє бажання залишитись в Гаїті. Втім американці переконали його виїхати до Панами. Американська ж влада виділила загони для охорони його будинків на батьківщині.

## Подальше життя
З Гаїті Седра виїхав до Панами, де й залишається дотепер.